# Rota (poème)
Pour les articles homonymes, voir Rota.
Rota (Le Serment) est un poème polonais écrit en 1908 par Maria Konopnicka en réponse à la loi du gouvernement prussien sur l'expropriation forcée des Polonais de la terre. Avec ce texte, la poète rejoint la protestation des Polonais contre la politique de germanisation, qui s'est intensifiée depuis la fin du XIXe siècle.

## Histoire
Ce poème patriotique parait pour la première fois dans l'hebdomadaire Gwiazdka Cieszyńska en 1908. Il est ensuite mis en musique par Feliks Nowowiejski et chanté pour la première fois le 15 juillet 1910, le jour de l'inauguration du monument de Grunwald à Cracovie, lors des cérémonies organisées pour célébrer le 500e anniversaire de la victoire des forces polono-lituaniens de Grunwald de 1410 qui brisa la puissance des Teutoniques.
Ce chant est entonné dans les tranchées de Neuville-Saint-Vaast par les soldats polonais de la Légion étrangère à l'aube du 9 mai 1915, avant qu'ils se lancent en première ligne à la conquête de la crête de Vimy, dans la bataille de l'Artois.
En 1918, alors que la Pologne renaît après 123 ans de quasi-inexistence, Rota est candidat au titre d'hymne officiel. Finalement, c'est Mazurek Dąbrowskiego, l'ancien chant des légions polonaises en Italie qui lui est préféré. Cependant, Rota continue d'être chanté dans les églises polonaises, en particulier pendant les services particulièrement solennels.
Dans la Pologne occupée, pendant la seconde guerre mondiale, le 11 novembre 1939, le jour de la fête nationale, quelques scouts de la ville de Zielonka, aux abords de Varsovie, accrochèrent sur les murs de la ville des affiches avec les paroles de cette chanson. En représailles, neuf Polonais furent assassinés par les Allemands.

## Paroles
| Paroles en polonais | Traduction française |
| --- | --- |
| Nie rzucim ziemi, skąd nasz ród. Nie damy pogrześć mowy. Polski my naród, polski lud, Królewski szczep piastowy. Nie damy, by nas gnębił wróg. Tak nam dopomóż Bóg ! ( x2 ) Do krwi ostatniej kropli z żył Bronić będziemy Ducha, Aż się rozpadnie w proch i w pył Krzyżacka zawierucha. Twierdzą nam będzie każdy próg. Tak nam dopomóż Bóg ! ( x2 ) Nie będzie Niemiec pluł nam w twarz Ni dzieci nam germanił, Orężny wstanie hufiec nasz, Duch będzie nam hetmanił. Pójdziem, gdy zabrzmi złoty róg. Tak nam dopomóż Bóg ! ( x2 ) | Nous n'abandonnerons pas la terre de nos ancêtres. Nous ne laisserons pas mourir notre langue. Nous sommes la nation polonaise, le peuple polonais, La tribu royale des Piast. Nous ne permettrons pas que l'ennemi nous opprime. Seigneur Dieu, viens nous en aide ! (bis) Jusqu'à la dernière goutte de notre sang Nous défendrons notre Esprit, Jusqu'à ce qu'en cendres et en poussière La tourmente teutonique sera réduite Et chaque foyer sera notre forteresse. Seigneur Dieu, viens nous en aide ! (bis) Nous ne permettrons pas que l'Allemand nous crache au visage, Ni qu'il germanise nos enfants; En armes se présentera notre bataillon, Et l'Esprit en prendra le commandement. Nous partirons quand la corne d'or sonnera. Seigneur Dieu , viens nous en aide ! (bis) |